# Bloodgood
I Bloodgood sono una band Christian metal statunitense di Seattle, Washington, fondata nel 1985 e scioltasi nel 1994, per poi riunirsi nel 2006. Il gruppo ha fino ad oggi pubblicato nove dischi.

## Discografia
- Metal Missionaries (1985, demo)
- Bloodgood (1986, Frontline Records)
- Detonation (1987, Frontline)
- Rock in a Hard Place (1988, Frontline)
- Out of the Darkness (1989, Intense Records)
- Alive in America: Live Volume One (1990, Intense, live)
- Shakin' the World: Live Volume Two (1990, Intense, live)
- Alive in America: Live Volume One (1990, Intense, live - VHS)
- Shakin' the World: Live Volume Two (1990, Intense, live - VHS)
- All Stand Together (1991, Broken Records)
- The Collection (1991, compilation)
- To Germany With Love! (1993, live)
- Bloodgood Rock Theater (2000, DVD)
- Dangerously Close   (2013, BGoode Records)

## Formazione

### Formazione attuale
- Michael Bloodgood – basso († 29 July 2022)
- Les Carlsen - voce
- Paul Jackson -  chitarra
- Oz Fox - chitarra
- Mark Welling - batteria

### Ex componenti
- Tim Heintz - tastiera
- David Huff – batteria
- David McKay - tastiera
- J.T. Taylor - batteria
- Paul Roraback - batteria
- David Zaffiro - chitarra
- Kevin Whistler - batteria